# Campionato mondiale Supersport 300
Il Campionato mondiale Supersport 300, spesso abbreviato con la sigla SSP300, è una competizione motociclistica destinata a modelli di moto derivati dalla produzione di serie. Il calendario si affianca alle tappe del campionato mondiale Superbike.

## Regolamento
Secondo il regolamento approvato dalla Federazione Internazionale Motociclismo, i piloti per partecipare devono aver compiuto almeno il quindicesimo anno d'età. Nonostante sia nato come campionato del mondo, non si è corso al di fuori dell'Europa per le prime due stagioni. Nel 2019 è stata disputata la prima gara extra europea, sulla pista asiatica di Losail in Qatar.
Le moto ammesse a correre in questa categoria non sono esclusivamente 300 di cilindrata, per questo motivo il peso minimo e giri per minuto variano per ogni modello di motocicletta.
Al Gran Premio di Aragon 2018 i limiti imposti dalla FIM erano i seguenti:
- KTM RC 390 R, monocilindrica, peso minimo 136kg, limite giri per minuto 10.450 RPM
- Yamaha YZF-R3, bicilindrica, peso minimo 140kg, limite giri per minuto 13.100 RPM
- Kawasaki Ninja 400, bicilindrica, peso minimo 150kg, limite giri per minuto 10.850 RPM
- Honda CBR500R, bicilindrica, peso minimo 143kg, limite giri per minuto 11.200 RPM

## Albo d'oro

### Albo d'oro piloti
| Anno | Pilota              | Punti | Motocicletta       | Squadra               |
| ---- | ------------------- | ----- | ------------------ | --------------------- |
| 2017 | Marc García         | 139   | Yamaha YZF-R3      | Halcourier Racing     |
| 2018 | Ana Carrasco        | 93    | Kawasaki Ninja 400 | DS Junior Team        |
| 2019 | Manuel González     | 161   | Kawasaki Ninja 400 | ParkinGO Team         |
| 2020 | Jeffrey Buis        | 220   | Kawasaki Ninja 400 | MTM Kawasaki          |
| 2021 | Adrián Huertas      | 255   | Kawasaki Ninja 400 | MTM Kawasaki          |
| 2022 | Álvaro Díaz         | 259   | Yamaha YZF-R3      | Arco Motor University |
| 2023 | Jeffrey Buis        | 207   | Kawasaki Ninja 400 | MTM Kawasaki          |
| 2024 | Aldi Satya Mahendra | 221   | Yamaha YZF-R3      | BR Corse              |

### Albo d'oro costruttori
| Anno | Costruttore | Punti | Motocicletta |
| ---- | ----------- | ----- | ------------ |
| 2017 | Yamaha      | 196   | YZF-R3       |
| 2018 | Kawasaki    | 176   | Ninja 400    |
| 2019 | Kawasaki    | 216   | Ninja 400    |
| 2020 | Kawasaki    | 335   | Ninja 400    |
| 2021 | Kawasaki    | 381   | Ninja 400    |
| 2022 | Yamaha      | 343   | YZF-R3       |
| 2023 | Kawasaki    | 342   | Ninja 400    |
| 2024 | Kawasaki    | 335   | Ninja 400    |